# Camponotus scissus
Camponotus scissus är en myrart som beskrevs av Mayr 1887. Camponotus scissus ingår i släktet hästmyror, och familjen myror. Inga underarter finns listade.